# Maddalena di Nagasaki
Maddalena di Nagasaki (Nagasaki, 1611 – Nagasaki, 15 ottobre 1634) è stata una religiosa giapponese, terziaria agostiniana recolletta e in seguito terziaria domenicana, canonizzata da papa Giovanni Paolo II il 18 ottobre 1987 assieme ad altri quindici compagni di fede, che come lei subirono il martirio a Nagasaki.

## Biografia
Un gruppo di missionari domenicani della provincia del Santo Rosario (Filippine), formato da nove sacerdoti, due frati e tre terziarie, tutti dell'Ordine dei frati predicatori, e inoltre tre laici, mentre svolgeva il suo apostolato 
nelle Filippine, a Formosa e in Giappone, fu arrestato a Nagasaki e i suoi componenti, dopo essere stati sottoposti a vari tormenti, furono uccisi tra il 1633 e il 1637: calati a testa in giù in una fossa piena di rifiuti, vennero lasciati spegnersi lentamente.
Papa Giovanni Paolo II ha beatificato questi martiri il 18 febbraio 1981 a Manila, iscrivendoli nel novero dei santi il 18 ottobre 1987. La loro memoria liturgica collettiva ricorre il 28 settembre.

## Elenco dei sedici martiri
(Il Martirologio Romano li ricorda nei rispettivi anniversari della morte):
- Domenico Ibanez de Erquicia Pérez de Lete, sacerdote domenicano, 14 agosto;
- Francesco Shoyemon, novizio domenicano, 14 agosto;
- Giacomo Kyuhei Gorobioye Tomonaga, sacerdote domenicano, 17 agosto;
- Michele Kurobioye, laico, 17 agosto;
- Luca Alonso Gorda, sacerdote domenicano, 19 ottobre;
- Matteo Kohioye, novizio domenicano, 19 ottobre;
- Maddalena di Nagasaki, terziaria domenicana e agostiniana, 15 ottobre;
- Marina di Omura, terziaria domenicana, 11 novembre;
- Giacinto Giordano Ansalone, sacerdote domenicano, 17 novembre;
- Tommaso Hioji Kokuzayemon Nishi, sacerdote domenicano, 17 novembre;
- Antonio Gonzalez, sacerdote domenicano, 24 settembre;
- Guglielmo Courtet (Tommaso di San Domenico), sacerdote domenicano, 29 settembre;
- Michele di Aozaraza, sacerdote domenicano, 29 settembre;
- Vincenzo Shiwozuka (Vincenzo della Croce), sacerdote domenicano, 29 settembre;
- Lorenzo Ruiz di Manila, laico, 29 settembre;
- Lazzaro di Kyoto, laico, 29 settembre.